# Cattedrale di Sant'Agostino (Tucson)
La cattedrale di Sant'Agostino (in inglese: Cathedral of Saint Augustine) è la cattedrale cattolica di Tucson, in Arizona, e sede della diocesi di Tucson.

## Storia
La storia della parrocchia inizia con la creazione della Cappella del Presidio Reale San Agustin a Tucson, costruita nel 1776. Nel corso del 1800 il presidio e la cappella sono stati entrambi abbandonati. Nel 1866 venne nuovamente inviato un sacerdote a Tucson dall'arcivescovo di Santa Fè. La nuova chiesa, già dall'inizio comunemente indicata come "cattedrale", fu completata nel 1868 e la Santa Sede ha eretto nello stesso anno un vicariato apostolico nella regione.
La chiesa fu ricostruita nel 1897. I piani originali erano in stile gotico, ma le torri non sono mai state finite. Solo nel 1928 la struttura in mattoni è stata trasformata nella sua forma attuale in stile barocco messicano. In particolare la facciata di pietra scolpita si ispira alla cattedrale di Querétaro, in Messico. In occasione del centenario del completamento della prima struttura ed in virtù di un progetto di restauro, nel 1968 la cattedrale è stata completamente demolita e ricostruita, ad eccezione della sua facciata e delle torri.

## Descrizione
La cattedrale presenta una elaborata facciata in pietra. Vi sono anche rappresentate varietà di piante autoctone del deserto, come la yucca e il saguaro e una rappresentazione della Missione di San Xavier del Bac.
Il grande crocifisso del XII o XIII secolo appeso nel coro della cattedrale è stato realizzato a Pamplona, in Spagna. Il pavimento del Duomo è leggermente inclinato, in modo che l'altare maggiore sia visibile da tutti i fedeli. L'organo è stato progettato e costruito da David McDowell a Tucson.

## Galleria d'immagini

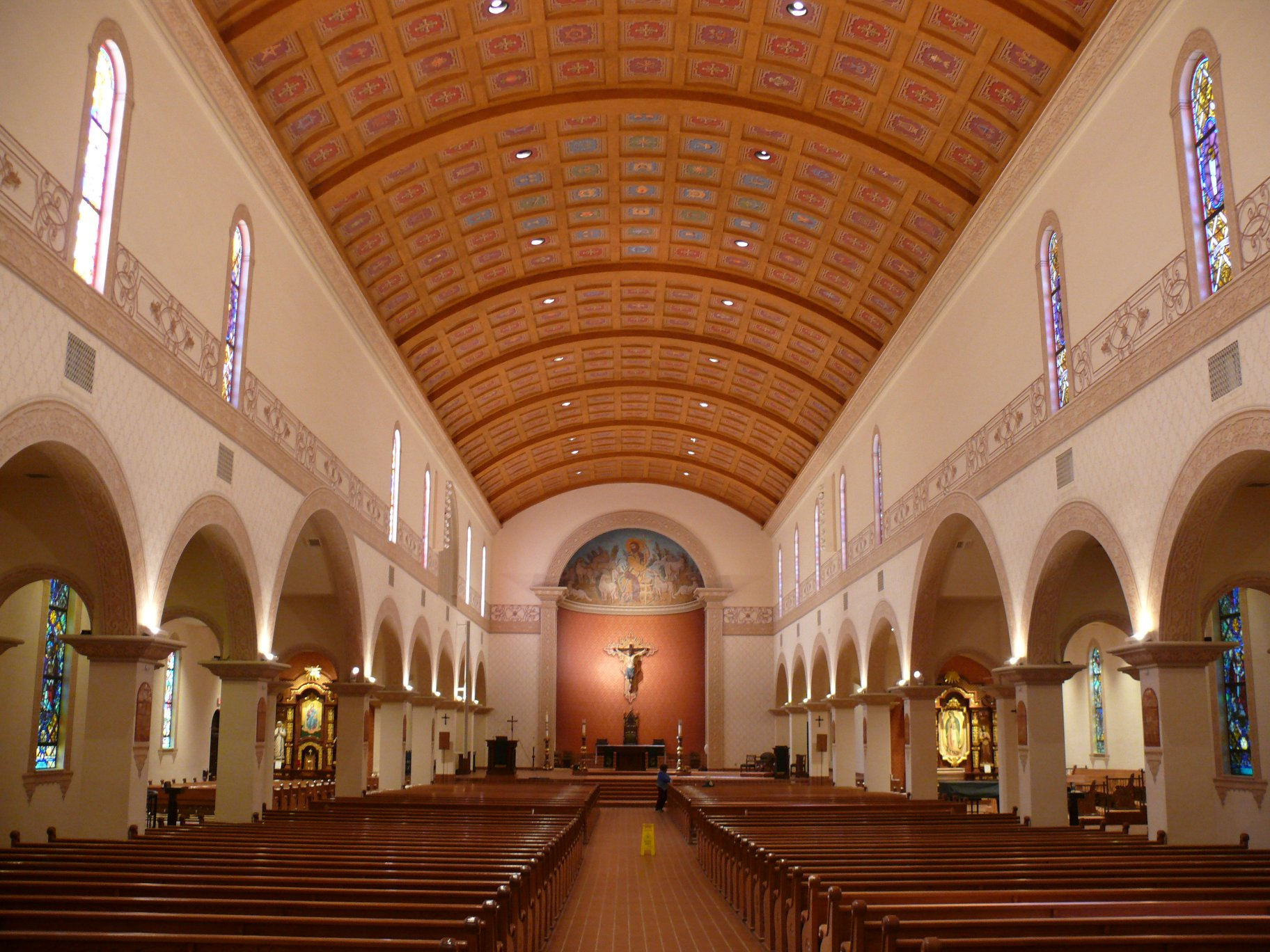
La navata
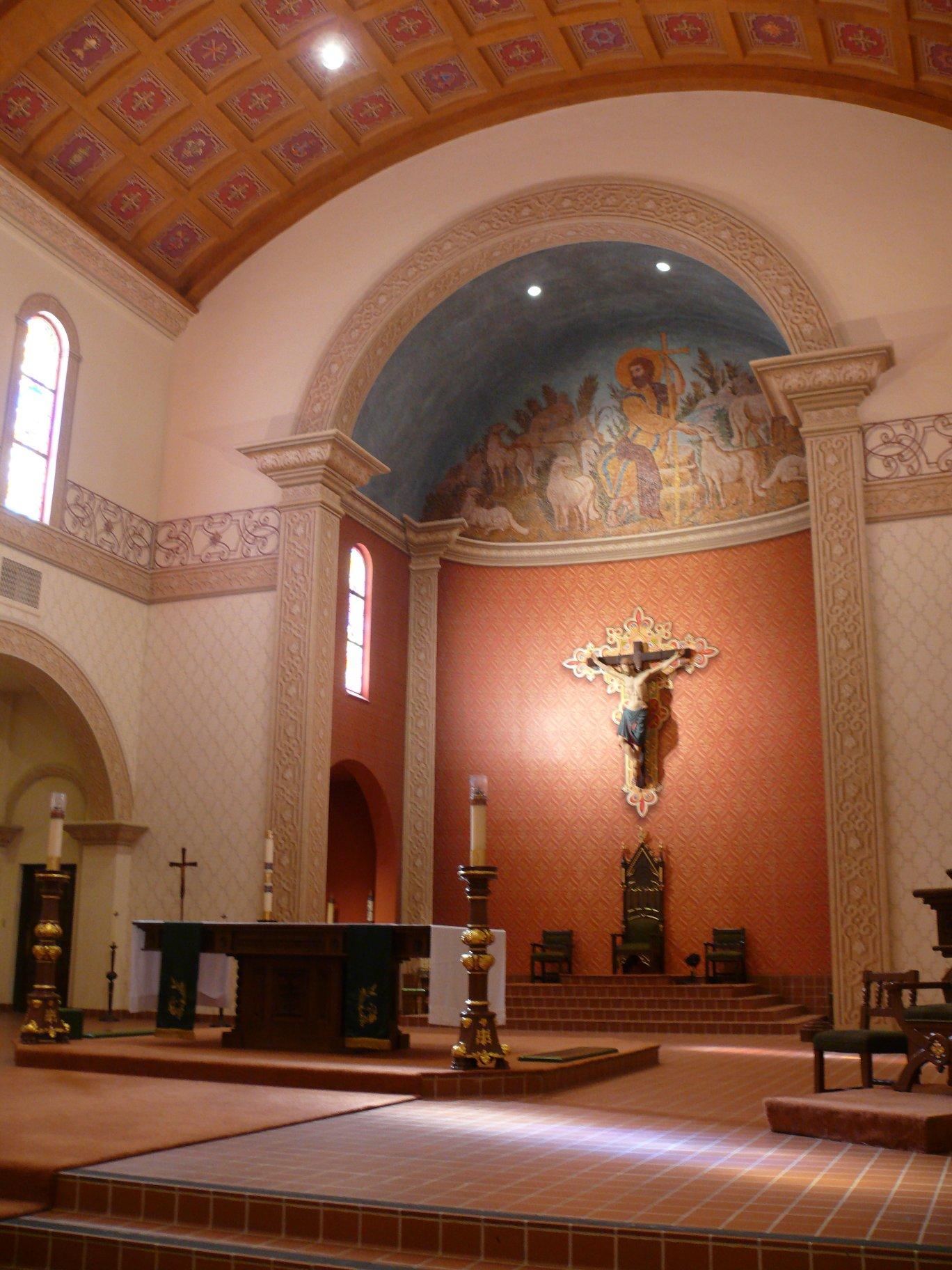
Il coro
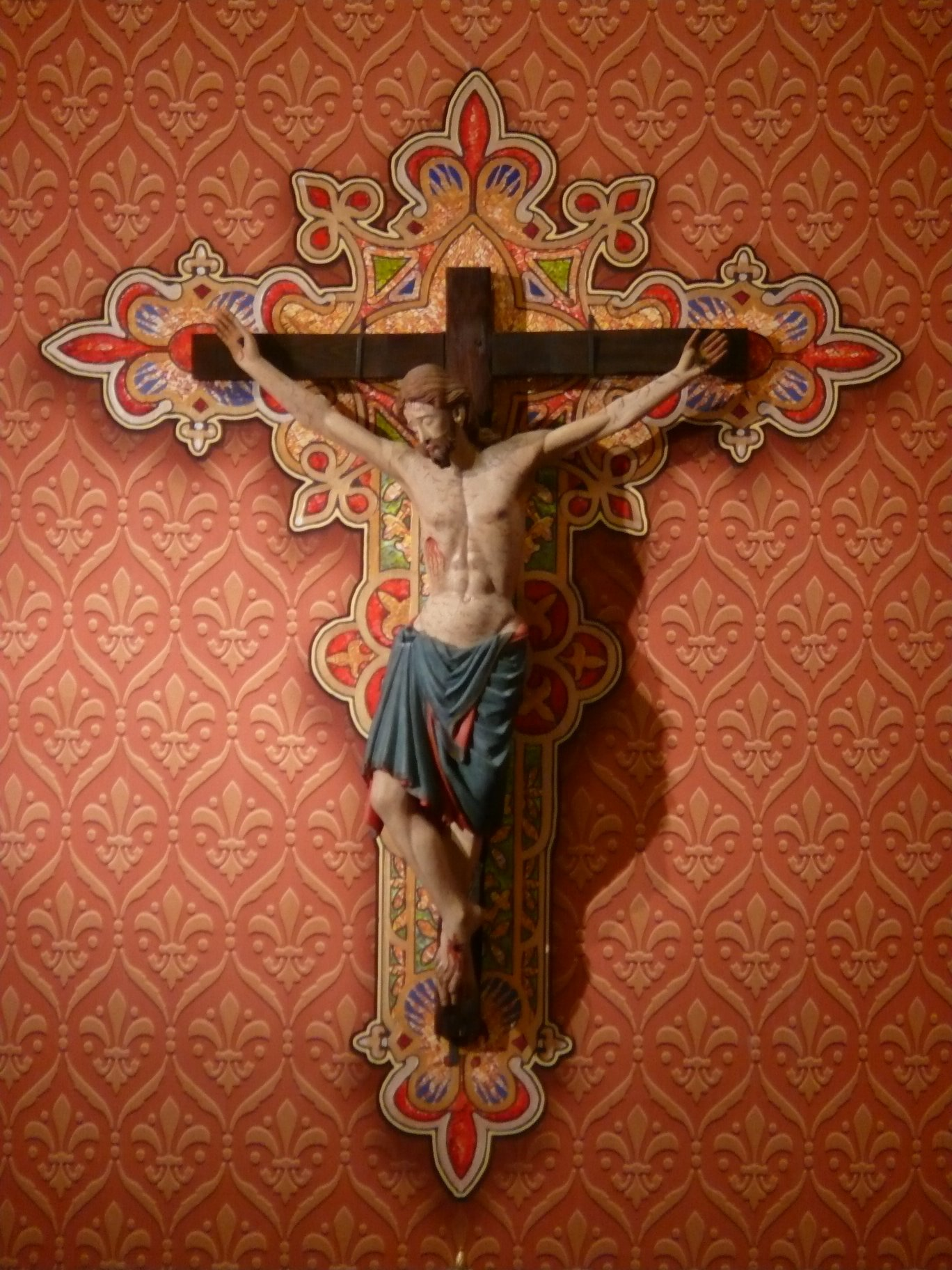
Il crocifisso di Pamplona
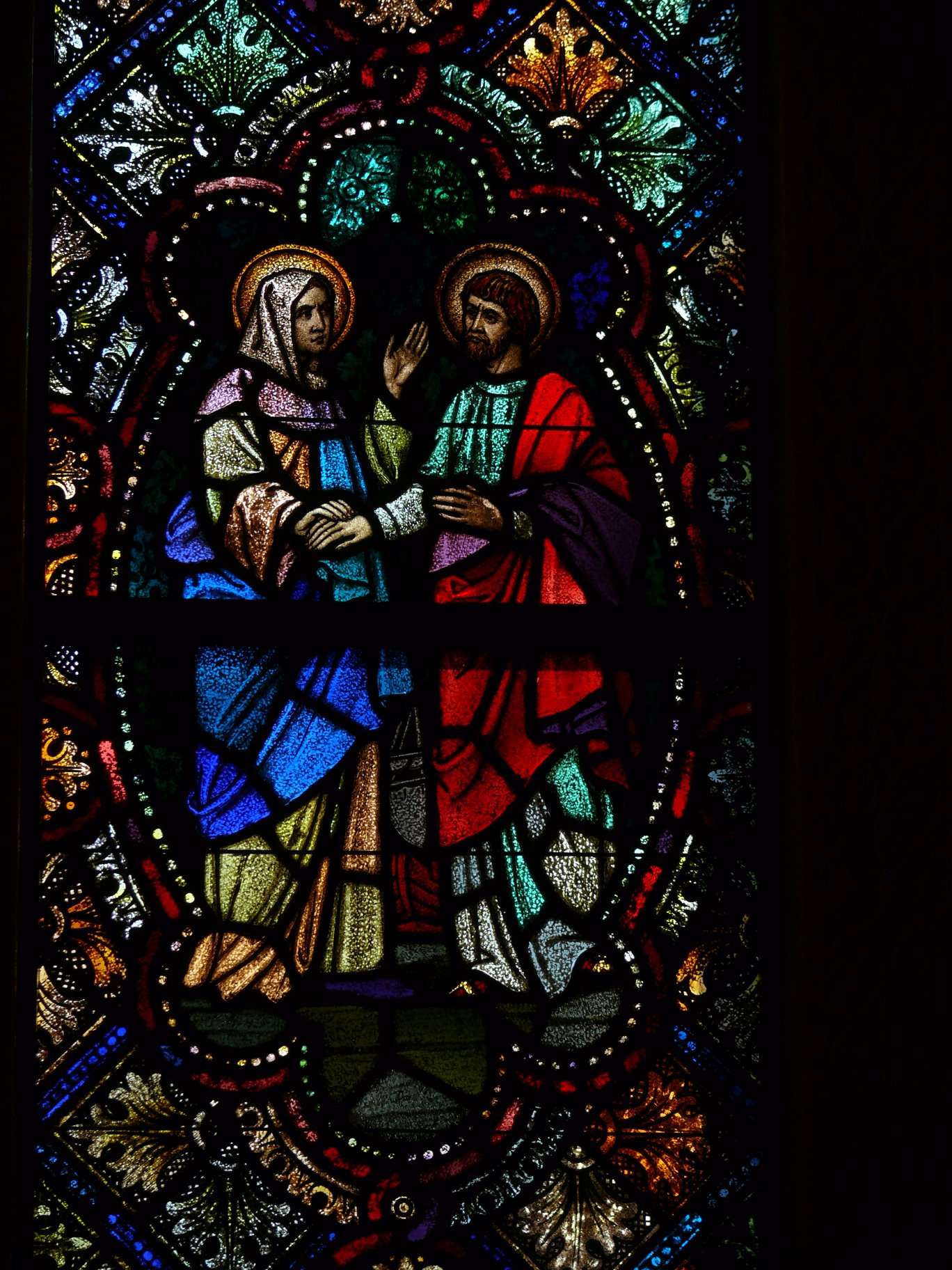
Dettagli di una vetrata
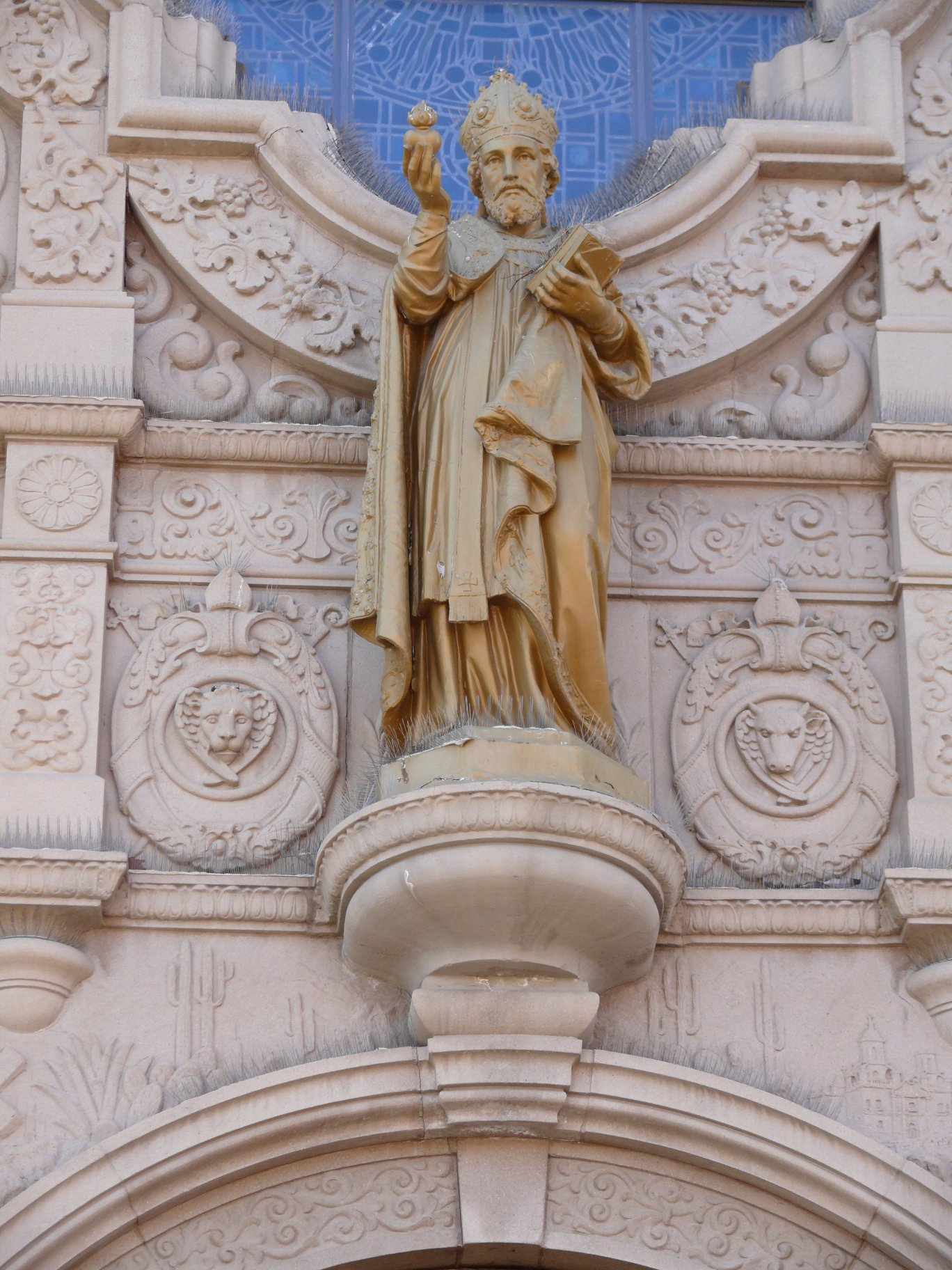
Dettagli della facciata